# 퀸카로 살아남는 법
《퀸카로 살아남는 법》(영어: Mean Girls)은 2004년 개봉한 미국의 10대 코미디 영화이다.
박스 오피스에서 크게 성공하였으며, 티나 페이가 쓴 각본과 린지 로언, 레이철 매캐덤스, 리지 캐플런, 어맨다 사이프레드 등의 앙상블 캐스트 연기를 중심으로 좋은 평가를 받았다.
2011년 1월 속편인 텔레비전 영화 《퀸카로 살아남는 법 2》가 ABC 패밀리에서 첫 방영되었다. 동명 뮤지컬이 워싱턴 D.C. 내셔널 시어터에서 2017년 10월 31일 초연되었고 2018년 3월 브로드웨이에 올라갔으며, 이를 다시 영화화한 《퀸카로 살아남는 법: 더 뮤지컬》이 2024년 1월 공개되었다.

## 줄거리
아프리카에서 자라며 재택 학습을 해온 케이디는 16살에 처음으로 공립 학교에 들어가면서 고스족 재니스, 게이 데이미언과 친해진다. 이들은 케이디에게 인기 있는 패거리인 “플래스틱스”(Plastics)를 조심하라고 경고한다. 플래스틱스는 무자비한 "여왕벌" 리지나 조지, 리지나의 오른팔이며 자신감이 부족한 유대계 부잣집 딸 그레천, 멍청한 캐런으로 이뤄져 있다.
플래스틱스는 뜻밖에도 케이디를 자기들 무리에 끼워 준다. 케이디는 이들과 어울리며 학교 친구들과 선생님들 비밀을 적고 모욕하며 노는 공동 일기장인 “번 북”(Burn Book)을 구경하게 된다. 리지나에게 당한 과거가 있는 재니스는 이를 리지나에게 복수할 정보를 모을 기회로 여긴다.
케이디는 같이 수학 수업을 듣는 에런에게 반한다. 그레천은 에런이 리지나의 전 남자친구이므로 논외 대상이라고 경고하지만 케이디는 이를 새겨듣지 않는다. 실제로 리지나는 케이디를 도와주는 대신에 보란 듯이 핼러윈 파티에서 에런과 다시 사귀기 시작한다. 배신당했다는 충격에 케이디는 재니스의 원 계획대로 리지나를 망치기로 한다.
케이디는 그레천과 리지나 사이를 이간질해 그레천이 리지나의 비밀을 털어놓게 유도하고, 에런에게는 리지나가 셰인과 바람을 피우고 있다는 걸 알려 에런이 리지나를 차게 만든다. 또한 뛰어난 수학 실력을 숨기고 도움이 필요한 척 가장하며 에런과 가까워진다. 리지나에겐 고열량 에너지 바를 다이어트 식품인 척 속여 살이 찌게 만든다. 리지나는 불어난 몸에 유일하게 맞는 옷인 체육복을 입었다가 플래스틱스 복장 규정을 위반하는 바람에 플래스틱스에서 추방된다.
케이디가 계속 에런 앞에서 수학을 못하는 척하려고 시험에서 과정은 완벽하게 풀이해 놓고서 답만 일부러 틀리게 적어서 내자 수학 교사 노버리는 케이디를 아예 낙제시킨다. 분노한 케이디는 번 북에 노버리를 조롱하는 글을 적는다.
새 여왕벌로 등극한 케이디는 홈파티를 연다. 술에 취한 케이디는 에런에게 사실 수학에 도움을 받을 필요가 없으며 말을 걸 구실이 필요했다고 털어놓는다. 에런은 케이디도 리지나와 다를 바가 없다고 비난한다. 집 앞에 나타난 재니스는 자신과 데이미언을 파티에 초대하지 않고 자신의 미술 전시회에도 참석하지 않은 케이디에게 가식(plastic) 그 자체라고 비난한다.
리지나는 케이디에게 복수하기 위해 번 북에 본인 사진을 붙이고 피해자인 척 교장에게 고자질한다. 플래스틱스가 교장에게 추궁을 받는 사이 리지나는 번 북을 잔뜩 복사해 학교 복도에 도배하여 학교를 난장판으로 만든다.
교사들은 사태를 진정시키고 교훈을 주기 위해 체육관에 2학년생들을 모은다. 이 자리에서 재니스는 자신이 기획했던 리지나 파멸 계획을 밝히고, 그간 리지나에게 당한 게 많은 학생들이 환호한다. 이에 리지나는 체육관 밖으로 뛰쳐나갔다가 통학 버스에 치여 척추가 골절된다.
케이디는 처음엔 번 북과의 연관성을 부인하지만, 자신이 번 북에 적었던 글 때문에 노버리가 마약상으로 의심을 받아 경찰 조사를 받게 됐다는 걸 알게 된다. 케이디는 본인 짓을 이실직고하고 따돌림을 당한다.
추가 학점을 얻기 위해 케이디는 수학 경시 대회 주 결승전에 참여하고, 승자를 결정짓는 문제를 맞춰 우승을 따낸다. 봄 댄스 파티(Spring Fling)에서 예상치 못하게 여왕으로 뽑힌 케이디는 플라스틱 티아라를 부숴 조각을 모두에게 나눠 주고 자신이 잘못 대했던 사람들과 화해한 뒤 에런과 춤을 추고 입을 맞춘다.
플래스틱스는 해체되고, 리지나는 라크로스팀에 들어가 이를 내면에 쌓인 분노를 적절히 해소하는 창구로 삼는다. 그레천은 아시안계 무리와 어울리고, 캐런은 학교 일기 예보관이 된다.
3학년 학기가 시작되면서 케이디는 2학년 학생들 사이에서 제2의 플래스틱스가 될 조짐이 보이는 3인조를 발견한다.

## 출연진
- 린지 로언 - 케이디 헤런 역
- 레이철 매캐덤스 - 리지나 조지 역
- 티나 페이 - 노버리 씨 역
- 팀 메도스 - 교장 듀발 씨 역
- 에이미 폴러 - 조지 부인 역
- 아나 개스타이어 - 헤런 부인 역
- 레이시 셔베어 - 그레천 위너스 역
- 리지 캐플런 - 재니스 이언 역
- 대니얼 프랜지스 - 데이미언 리 역
- 닐 플린 - 헤런 씨 역
- 조너선 베넷 - 에런 새뮤얼 역
- 어맨다 사이프레드 - 캐런 스미스 역
- 조너선 맬런 - 크리스틴의 남자친구 역
- 대니얼 더샌토 - 제이슨 역
- 디에고 클래튼호프 - 셰인 오먼 역
- 드웨인 힐 - 코치 카 역

## 영향
2018년 발표된 아리아나 그란데의 Thank U, Next 뮤직비디오에서 패러디되었다.